# Gerhard Brückner
Gerhard Brückner (1902 – 1980) foi um botânico alemão, responsável pela descrição e identificação de pouco mais de oitenta espécies de plantas, principalmente as representantes da família Commelinaceae. Publicou suas descobertas e contribuições nos periódicos alemães Die Natürlichen Pflanzenfamilien e Notizblatt des Botanischen Gartens und Museums zu Berlin-Dahlem. Sua abreviação em botânica é G.Brückn.